# 春日井製菓
春日井製菓株式会社（かすがいせいか、英: Kasugai Seika Co.,Ltd.）は、愛知県名古屋市西区に本社を置く日本の菓子メーカーである。

## 概要
キャンディ、グミ、ラムネ、豆菓子、金平糖、ゼリービーンズ、チャイナマーブルを製造・販売している。「グリーン豆」や「いかピーナ」、「ゼリービンズ」、「ニッキ飴」、「ハッカ飴」、「黒あめ」などはロングセラー商品として有名。1960年代には粉末ジュース「シトロンソーダ」で一世を風靡した（現在は製造中止）。
社名は創業者の姓に由来するが、本社所在地が愛知県であるせいか、県内の春日井市発祥の企業だと誤解されるケースも少なくない。なお、偶然の一致ではあるが春日井市には当社の工場が所在している。

## 広告宣伝活動

### 自社イベント
2018年11月から、社員が企画運営する「スナックかすがい」を開始。ことわざの「子はかすがい（鎹）」をヒントに、異なる分野で活躍する二人のゲストがテーマに沿って”かすがう”様子を聴衆と楽しむ趣向のトークイベントで、2020年からはオンライン・無観客で開催を継続している。

### 自社メディア
2021年5月から、お菓子の楽しみ方を広げるサイト「おかしなくらい、おかし好き」をオープン。お菓子を使った料理レシピや暮らし術の他、お菓子好きの人の紹介や、お菓子にまつわるエッセイなどを紹介する。

### ラジオ
地元のCBCラジオにおいては、日中だけでなく夜間・深夜帯に至るまで、各種商品のスポットCMを流している。かつてニッポン放送他、全国ネットで放送されている「オールナイトニッポン」の協賛スポンサーでもあった。当社の番組内でのCMが特殊的で1時台の最初のCMで10秒流し、その後他社の20秒CMを3本流した後、最初のCMで流した以外の商品のCMを10秒流した。また、TBSラジオ、MBSラジオでもスポットCMを流していた。

### テレビ
過去にはCBCテレビの『名古屋発!新そこが知りたい』、『そこが知りたい 特捜!板東リサーチ』が番組スポンサーについていた他、他の番組でも番組スポンサーとしてついている。

## 歴史
- 1928年4月 - 名古屋市西区において、春日井商店として創業。
- 1942年5月 - 個人経営を「春日井製菓有限会社」に組織変更。
- 1948年2月 - 「春日井製菓株式会社」に改組。
- 2017年
  - 10月  - モンデリーズ・ジャパン株式会社よりキシリクリスタルブランドの製造・販売権を取得することで合意[2]。また兵庫県相生市にある工場は、春日井傘下の「春日井製菓相生」となる。
  - 12月 - モンデリーズ・ジャパン株式会社からキシリクリスタルブランドの製造・販売権を取得[3]。
- 2019年12月 - 春日井製菓相生株式会社を吸収合併[4]。

## 事業所

### 本社
- 本社（総務部、営業管理部、商品開発部、CSR促進室、生産管理室）
  - 愛知県名古屋市西区花の木1-3-14

### 支店
- 名古屋支店
  - 愛知県名古屋市西区花の木1丁目3-14
- マーケティング部
  - 東京都千代田区大手町1-6-1 大手町ビル SPACES大手町
- 東京支店（貿易部、広域量販課）
  - 東京都台東区台東1丁目38-9 4F
- 仙台支店（2021年1月開設）
  - 宮城県仙台市泉区泉中央4丁目19-1-210
- 大阪支店
  - 大阪府大阪市城東区野江2丁目19-6
- 福岡支店
  - 福岡県福岡市博多区博多駅南三丁目8-13-101

### 工場
- 本社工場
  - 名古屋市西区花の木1-5-2
- 笠取北工場
  - 名古屋市西区笠取町4-106
- 笠取工場
  - 名古屋市西区笠取町2-121
- 春日井工場（品質管理室、改善室）
  - 愛知県春日井市牛山町天神前656-2
- 相生工場
  - 兵庫県相生市相生5377-15

## 商品

### キャンディ（春日井工場、キシリクリスタルは相生工場）
- 黒あめ（1980年）
- のどにスッキリ（1985年）*丸型のキャンディが多い中でホタテ貝の独特な形状をしている[5]。
- 塩あめ（1981年）
- 抹茶あめ（1986年）
- ハッカ飴（1970年）
- ニッキ飴（1970年）
- 花のくちづけ（1984年）
- ミルクの国（1984年）
- キシリクリスタル（2001年）*2017年10月にモンデリーズ・ジャパンから事業譲受。2018年2月5日からKasugaiブランドで販売開始[6]。
- 女王のミルク（2021年）
- ツムラのおいしい和漢ぷらす たかめるのど飴（2022年）*株式会社ツムラと春日井製菓の共同開発による、高麗人参と沖縄産黒砂糖を配合した黒あめ[7]。

### グミ（春日井工場）
- つぶグミ（1994年）
- つぶグミプレミアム（2020年）
- リプトンフルーツインティーグミ（2020年）
- まるごと果実（2020年）

### 豆菓子（春日井工場）
- グリーン豆（1973年）
- うすピー（1973年）
- いかピーナ（1967年）
- えびピーナ（1969年）
- まぜまぜ一番（1988年）
- わさび茶屋（1998年）
- 唐揚革命（2020年）
- お麩のスナック

### ラムネ（相生工場）
2019年より同所での製造を開始。
- ラムネいろいろ（1979年）湿式製法
- スイッチONタブレット（2019年）

### 掛物（糖蜜を掛けながら生産する砂糖菓子のこと）
主に本社工場・笠取北工場で製造。
- こんぺいとう（1957年）
- ゼリービンズ（1950年）
- チャイナマーブル（1950年）
- 塩こんぺいとう（2020年）

### 過去の商品
- カフェオーレの季節（キャンディ）[8][9]
- ペロジュー（粉末ジュース）
- トッピキャラ（キャラメル）
- 甘納豆 他

## CM出演タレント

### 現在
テレビCMは行っていない。

### 過去
- サンドウィッチマン（キシリクリスタル）- 2018年に春日井製菓傘下で改良新発売を機に、3層構造にちなんでCM起用。
- 坂本冬美（のどにスッキリ）
- 氷川きよし（黒あめ / 塩あめ）
- 安岡力也（黒あめ） - CMでは春日井くんという少年がガキ大将にいじめられる女の子を助けようと、黒あめを食べて安岡力也扮する「黒あめマン」に変身し、ガキ大将を成敗して女の子を助けたものも元に戻れなくなり、医者からも匙を投げられてしまい、途方に暮れてしまった。また、お爺ちゃんが「わしは黒あめマンなんじゃ!!」と黒あめマンに変身し、妻であるお婆ちゃんにカミングアウトする「老夫婦篇」にも出演した。
- 目黒祐樹（黒あめ） - 「老夫婦篇」で安岡力也と共演。お婆ちゃんが黒あめを食べて変身した「黒あめウーマン」を演じた。なお、飼い犬も「黒あめ犬」に変身するオチがある。
- 谷津勲（黒あめ） - 「老夫婦篇」で黒あめマンに変身するお爺ちゃん役。
- 伊集院光（のどにスッキリ）
- 和田勉（炭焼珈琲キャンディ）
- 浦辺粂子（グリーン豆）
- 高木ブー（黒あめ）
- 鈴木ユカリ（花のくちづけ）
- 加藤晴彦（のどにスッキリ）
- 奄美大島の大家族Tさん一家（グリーン豆）